# Deltocephalus ogumae
Deltocephalus ogumae är en insektsart som beskrevs av Matsumura 1914. Deltocephalus ogumae ingår i släktet Deltocephalus och familjen dvärgstritar. Inga underarter finns listade i Catalogue of Life.